# 코자테페 모스크

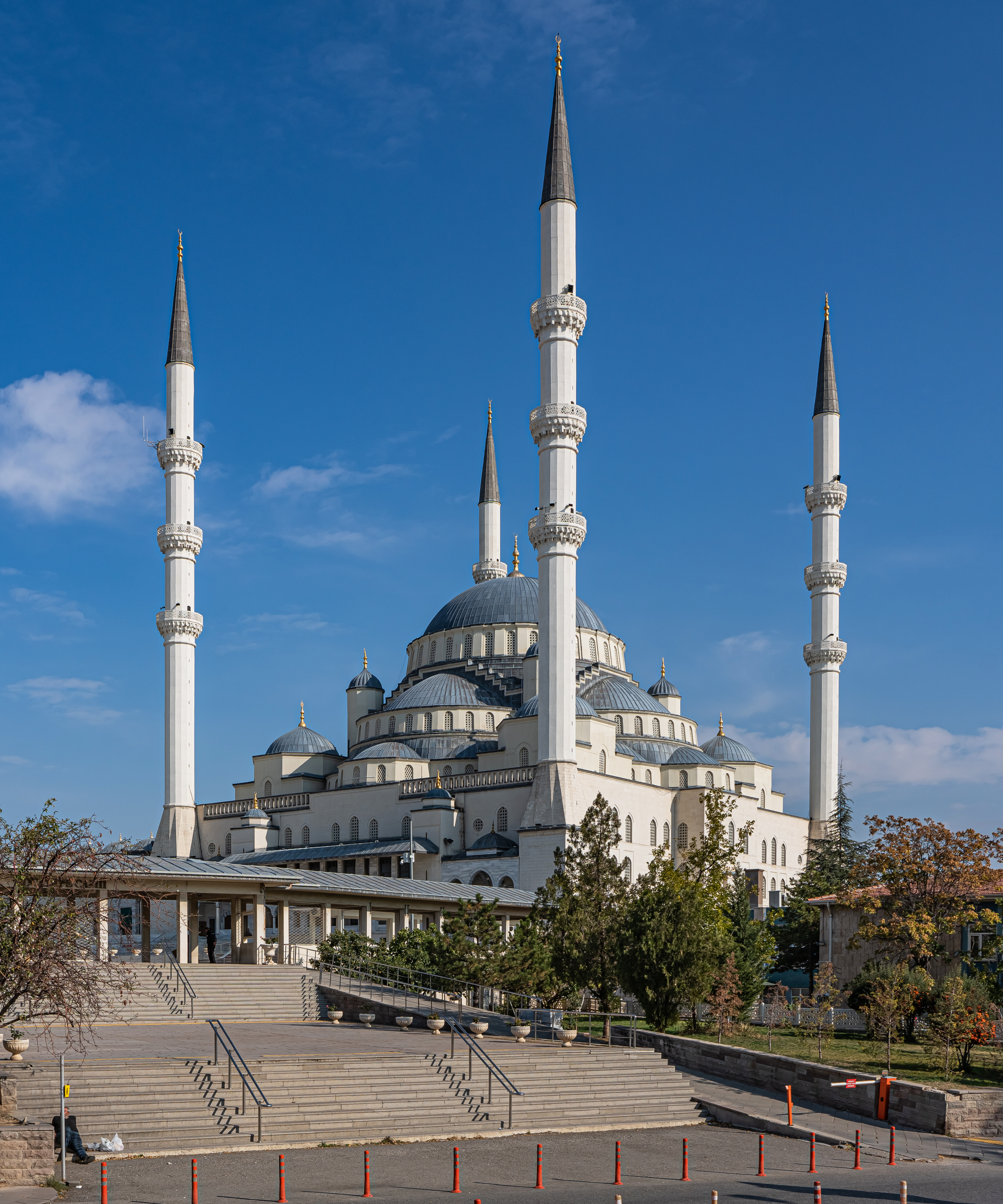
코자테페 모스크

코자테페 모스크(영어: Kocatepe Mosque) 또는 코자테페 자미(튀르키예어: Kocatepe Cammi)는 터키의 수도 앙카라에서 가장 큰 모스크이다. 1967년에서 1987년 사이 앙카라 크즐라이의 코자테페 지구에 지어졌으며 거대한 규모로 인해 앙카라 중심부의 거의 모든 곳에서 볼 수 있는 랜드 마크가 되었다.

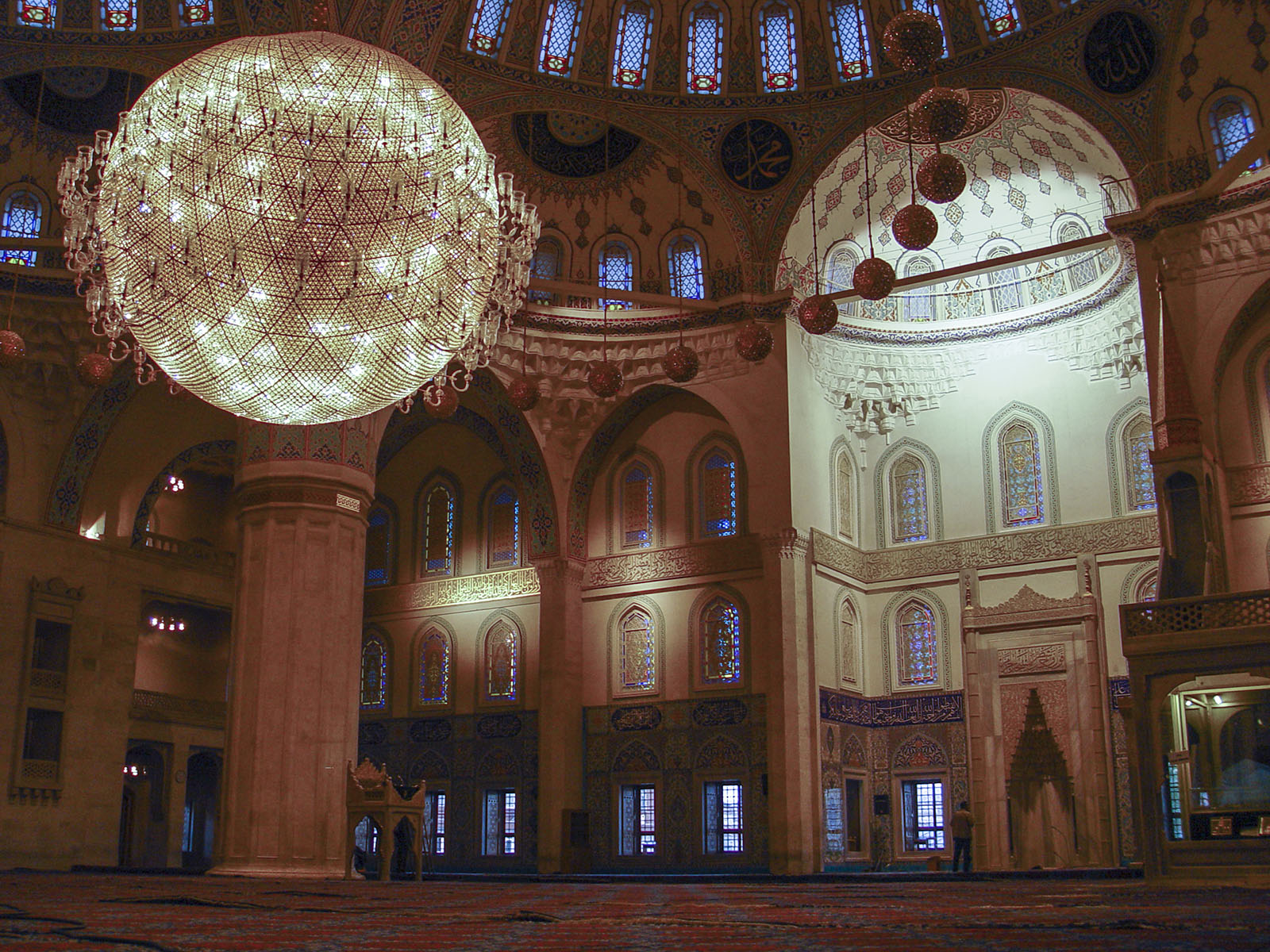
코자테페 모스크 내부